# Europos aikštė

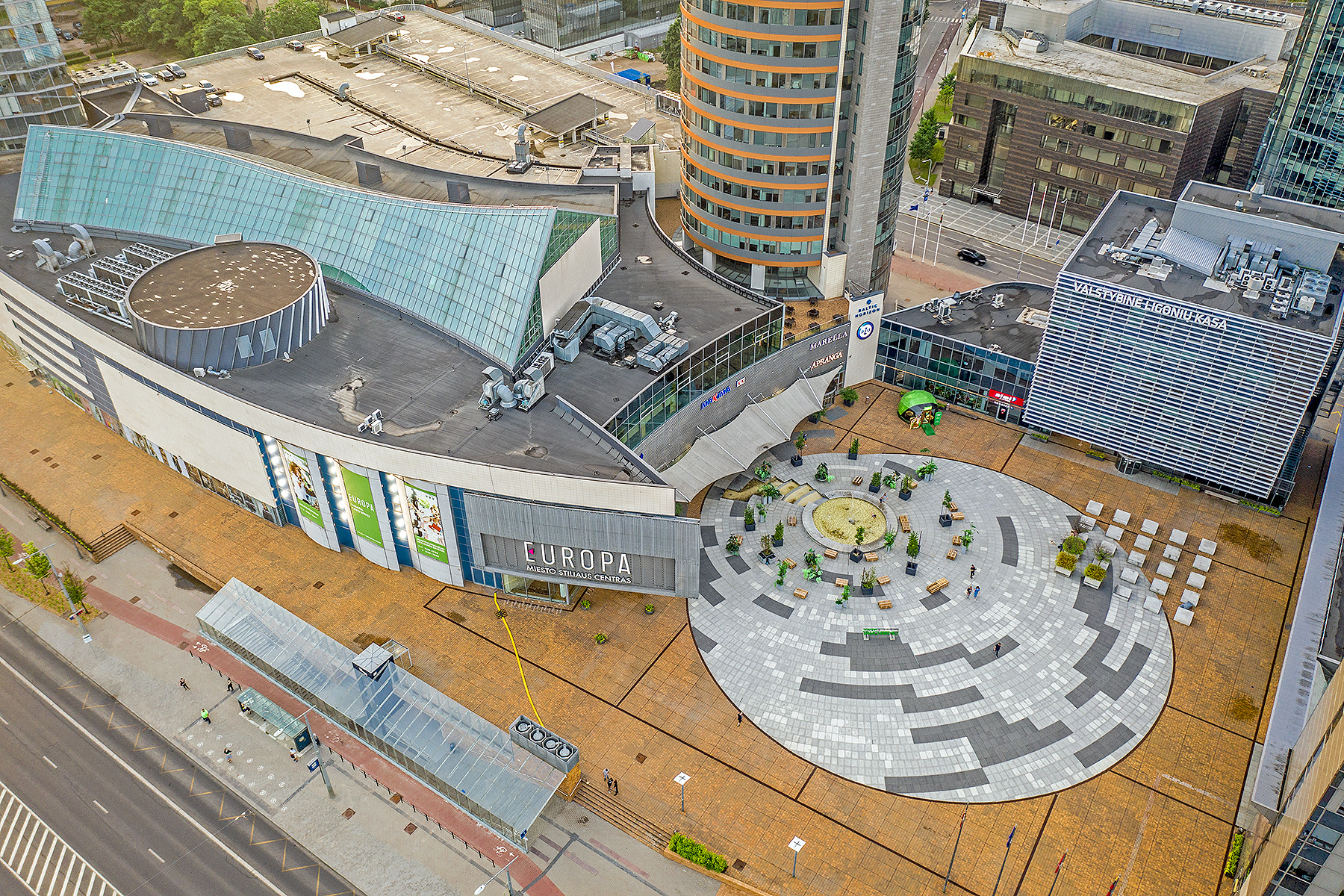

Europos aikštė (Europa-Platz) ist ein Platz in Litauens Hauptstadt Vilnius, am rechten Ufer der Neris, im Stadtteil Šnipiškės. Hier befinden sich der Europa Tower, die Verwaltung der Stadtgemeinde Vilnius (Konstitucijos prospektas), Vilniaus verslo uostas und es gibt Wasserbrunnen.

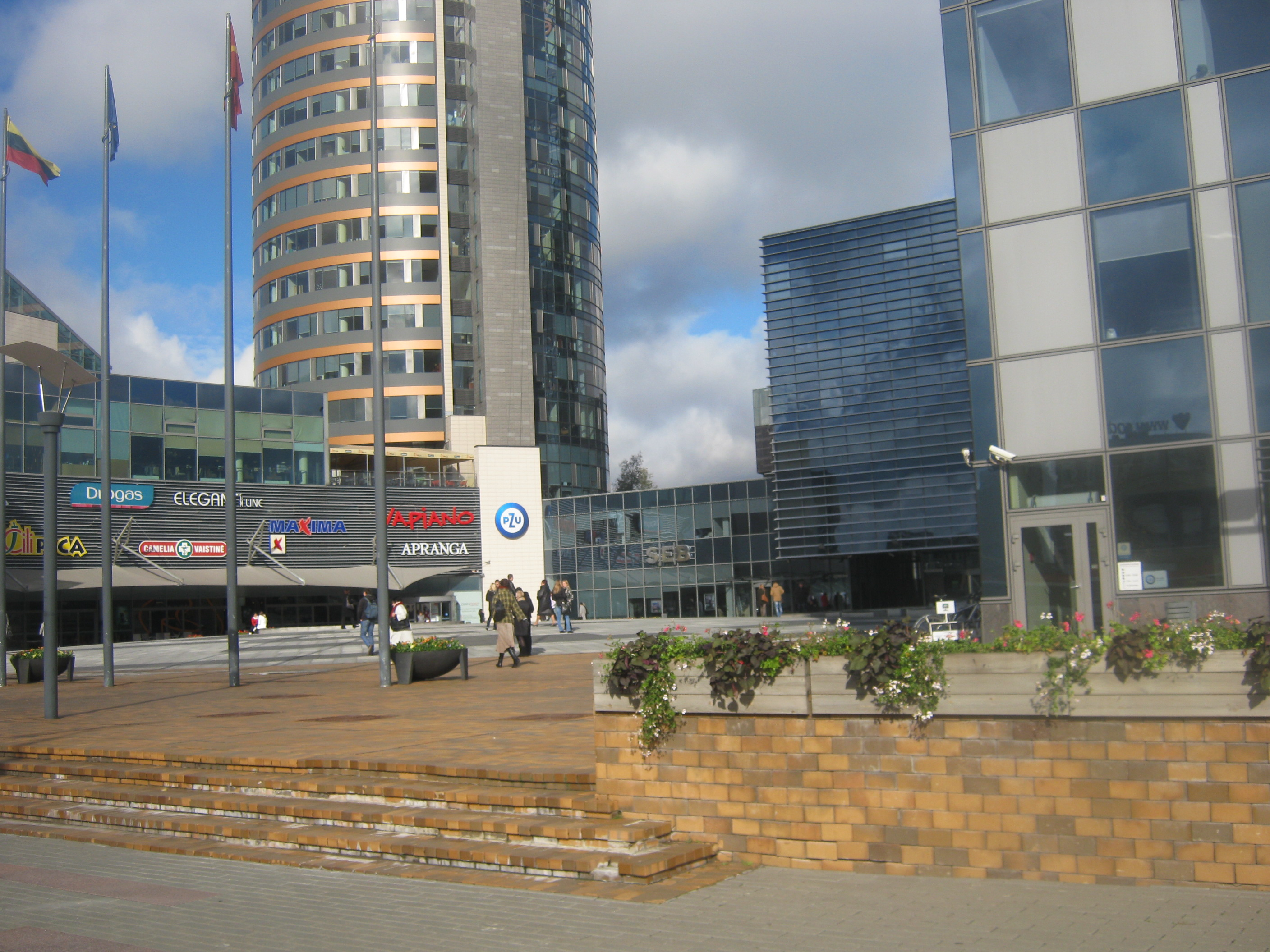
Europos aikštė